# Gomphrena martiana
Gomphrena martiana är en amarantväxtart som beskrevs av John Gillies och Horace Bénédict Alfred Moquin-Tandon. Gomphrena martiana ingår i släktet klotamaranter, och familjen amarantväxter. Inga underarter finns listade i Catalogue of Life.